# Oak Ridge, Tennessee

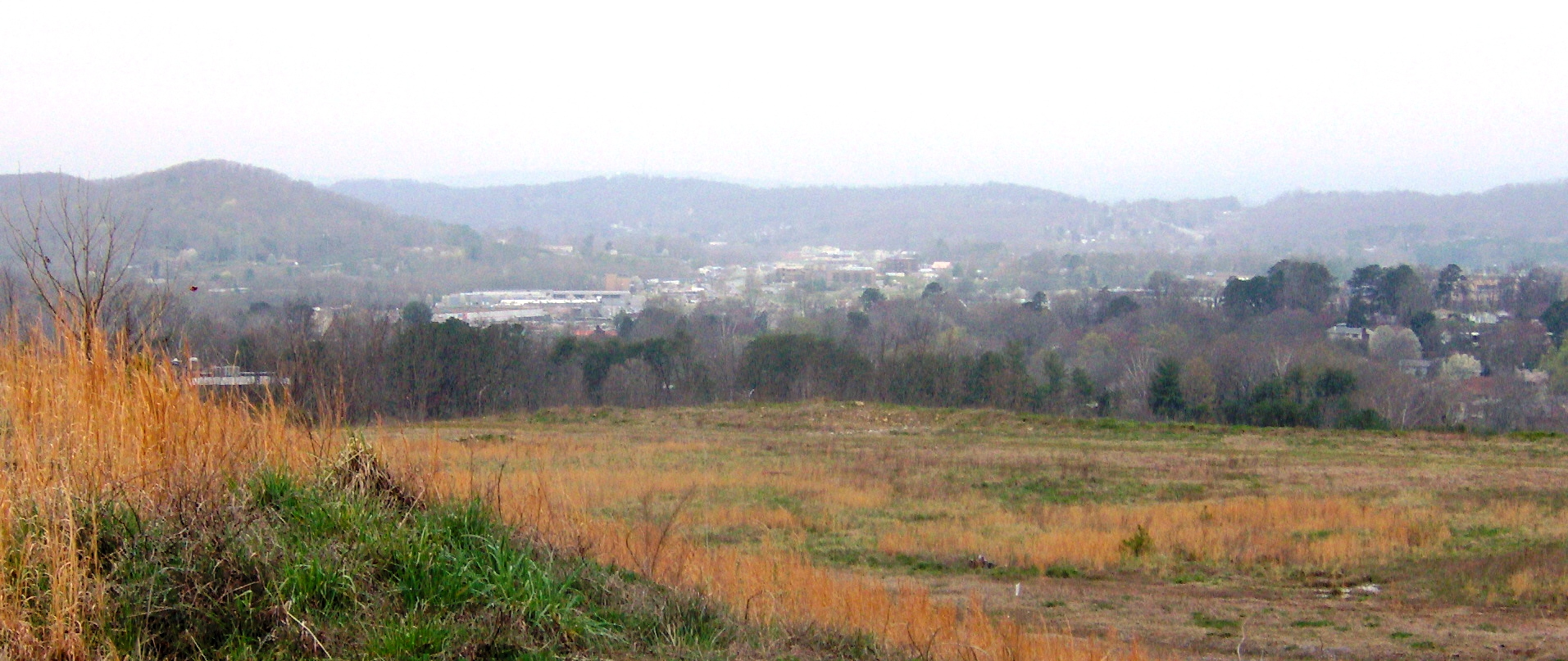
Utsikt från Oak Ridge Summit

Oak Ridge är en stad i Anderson County och i Roane County i staten Tennessee i USA. Den ligger ungefär 25 mile väster om Knoxville. Befolkningstalet var 29 330 år 2010.  Staden ingår i storstadsområdet Knoxville. 
Oak Ridge grundades 1942, som en produktionsplats för Manhattanprojektet, som utvecklade atombomben. Vetenskaplig utveckling spelar fortfarande en avgörande roll för stadens ekonomi och allmänna kultur. 